# Килбі
Килбі (ест. Kõlbi) — село в Естонії, входить до складу волості Урвасте, повіту Вирумаа.